# Wyspy Świętego Tomasza i Książęca na Letnich Igrzyskach Olimpijskich 2008
Wyspy Świętego Tomasza i Książęca na Letnich Igrzyskach Olimpijskich 2008 reprezentowało 3 sportowców w 2 dyscyplinach.
Był to czwarty start reprezentacji Wysp Świętego Tomasza i Książęca na letnich igrzyskach olimpijskich (poprzednie to 1996, 2000, 2004).

## Reprezentanci

### lekkoatletyka
- Naiel de Almeida - bieg na 400 m mężczyzn, 54. miejsce w eliminacjach (brak awansu)
- Celma da Graça - bieg na 5000 m kobiet, 30. miejsce w eliminacjach (brak awansu)

### kajakarstwo klasyczne
- Alcino Silva - K-1 500 m - 28. miejsce w półfinałach, K-1 1000 m - odpadł w kwalifikacjach (26. miejsce)